# Mesopontonia gorgoniophila
Mesopontonia gorgoniophila is een garnalensoort uit de familie van de Palaemonidae. De wetenschappelijke naam van de soort is voor het eerst geldig gepubliceerd in 1967 door Bruce.